# Sun Come Up
Sun Come Up är en dokumentärfilm från 2010. Den skildrar effekterna av global uppvärmning och stigande havsnivå på Carteretöarna i Stilla Havet. Filmen premiärvisades 8 april 2010 på Full Frame Documentary Film Festival. Den Oscarnominerades i klassen bästa kortfilmsdokumentär 25 januari 2011.

### Fotnoter
1. ↑  http://www.huffingtonpost.com/2010/03/29/sun-come-up-shows-sad-fat_n_517245.html
2. ↑  ”Sun Come Up”. fullframefest.org. Arkiverad från originalet den 1 mars 2011. https://web.archive.org/web/20110301063134/http://www.fullframefest.org/more_film_info.php?id=1924. Läst 29 januari 2011.
3. ↑  ”Arkiverade kopian”. Arkiverad från originalet den 3 mars 2016. https://web.archive.org/web/20160303061305/http://pulitzercenter.org/event/jennifer-redfearns-sun-come-premieres-full-frame-documentary-film-festival-48. Läst 21 februari 2016.
4. ↑  ”Nominees for the 83rd Academy Awards”. Oscarsakademin. http://www.oscars.org/oscars/ceremonies/2011. Läst 25 januari 2011.